# Wojciech Orłowski (prawnik)
Wojciech Ryszard Orłowski (ur. 12 lipca 1963 w Lublinie, zm. 30 listopada 2019 w Trieście) – polski prawnik, doktor habilitowany nauk prawnych, konstytucjonalista, profesor Uniwersytetu Marii Curie-Skłodowskiej w Lublinie.

## Życiorys
Syn Ryszarda i Franciszki. W 1987 roku ukończył studia prawnicze na Wydziale Prawa UMCS i został zatrudniony w Katedrze Prawa Konstytucyjnego UMCS. W roku akademickim 1984/1985 pełnił funkcję prezesa SKNP UMCS. Stopień naukowy doktora uzyskał w 1994 roku, a habilitację w 2012 roku. W roku akademickim 1993/1994 przebywał na stypendium naukowym w Uniwersytecie w Trieście. W latach 1991–2002 pracował w Kancelarii Senatu RP. W latach 1999–2019 wykładał w Wyższej Szkole Zarządzania i Administracji w Zamościu.
W 2014 roku z okazji 25-lecia odrodzenia Senatu RP otrzymał Krzyż Kawalerski Orderu Odrodzenia Polski. W 2014 roku został członkiem Rady Legislacyjnej przy Prezesie Rady Ministrów XII kadencji. Był autorem publikacji dotyczących teorii konstytucji, europeizacji prawa konstytucyjnego, parlamentaryzmu w Polsce, polskiego prawa wyborczego oraz ustrojów państw współczesnych.
Zmarł nagle 30 listopada 2019 roku. Został pochowany 14 grudnia 2019 na cmentarzu przy ul. Lipowej w Lublinie.

## Odznaczenia
- Krzyż Kawalerski Orderu Odrodzenia Polski (2014)[9]